# The Tourists
The Tourists est un groupe de pop-rock britannique, originaire de l'Angleterre. Il est issu d'un premier groupe de funk disco , The Catch, et composé de Dave Stewart, Peet Coombs et Annie Lennox. Le groupe se sépare en 1980.

## Historique
Dave Stewart rencontre Annie Lennox, qui est alors serveuse dans un restaurant d'Hampstead (une banlieue des environs de Londres). C'est le début d'une liaison amoureuse et d'une longue collaboration artistique. Avec Peet Coombes, un ami de Dave Stewart, ils forment alors  en 1976 le groupe de punk rock The Catch. Ils démarchent les maisons de disques et parviennent finalement à signer un contrat pour six albums. Un premier et unique single sort en octobre 1977 : Borderline. C’est un échec commercial qui entraîne la fin du groupe. Dave Stewart, Annie Lennox et Peet Coombes décident alors de créer un nouveau groupe, The Tourists.
Entre 1977 et 1980, The Tourists réalisent trois albums studio. Parmi leurs singles, la reprise de la chanson de Dusty Springfield I Only Want to Be with You rencontre un succès d'estime au Royaume-Uni. Après la sortie de trois albums, le départ de Peet Coombes en pleine tournée et des ennuis avec leur maison de disques mettent fin au groupe en 1981. Après la séparation du groupe en 1981, Annie Lennox et Dave Stewart continuent de travailler ensemble sous le nom Eurythmics.

## Discographie

### Albums studio
- 1979 : The Tourists
- 1980 : Reality Effect
- 1980 : Luminous Basement

### Singles
- 1979 : Blind Among the Flowers
- 1979 : The Loneliest Man in the World
- 1979 : I Only Want to Be with You
- 1980 : So Good to Be Back Home Again
- 1980 : Don't Say I Told You So

### Compilations
- 1984 : Should Have Been Greatest Hits
- 1997 : Greatest Hits